# François-Urbain Domergue
François-Urbain Domergue (* 24. März 1745 in Aubagne, Département Bouches-du-Rhône; † 29. Mai 1810 in Paris) war ein französischer Grammatiker und Journalist.
Domergue war der Sohn eines Apothekers. Nach seiner Schulzeit in seiner Heimatstadt, absolvierte er ein Studium am Collège der Oratorianer in Marseille. Anschließend bekam er eine Anstellung als Lehrer in Lyon und heiratete dort auch die Tochter eines Arztes.
1784 Gründete Domergue die Fachzeitschrift „Journal de la langue françoise“. Später ließ er sich in Paris nieder, wo er bald schon die Sociéte des amateurs de la langue française gründete. Durch dieses Projekt und auch seine Veröffentlichungen, auch in anderen Zeitschriften, wurde man auf ihn aufmerksam und berief ihn als Prof. für Grammatik und Sprache an das Collège des Quatre Nations (Paris). Später wechselte Domergue in gleicher Funktion an das Lycée Charlemagne.
1803 nahm die Académie française Domergue als Nachfolger des verstorbenen Mediziners Félix Vicq d’Azyr in ihre Reihen auf (Fauteuil 1). Nach seinem Tod 1810 folgte ihm der Lyriker Ange-François Fariau de Saint-Ange in dieser Position.

## Werke (Auswahl)
als Autor
- Grammaire françoise simplifiée. Lyon 1778.

als Herausgeber
- Journal de la langue françoise.